# ロジェ・パンジョン

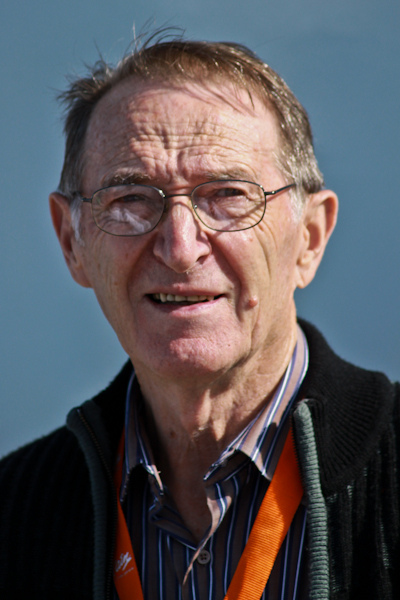
Roger Pingeon, 2011

ロジェ・パンジョン（Roger Pingeon、1940年8月28日 - 2017年3月19日）は、フランス・アン県オートヴィル出身の元自転車競技選手。1965年から1974年までプロ生活を送った。
1967年のツール・ド・フランスでは、第5ステージでマイヨ・ジョーヌを得るや、その後第7ステージ以外の全てのステージで総合首位に立って総合優勝を果たした。
また、1969年のブエルタ・ア・エスパーニャでも総合優勝を果たした。同年のツールでは、エディ・メルクスに次ぐ、総合2位に入る。

## 主な戦績
1965
5位 - グランプリ・デ・ナシオン
5位 - ドーフィネ・リベレ
12位 - ツール・ド・フランス
1966 - プジョー-BP-ミシュラン
8位 - ツール・ド・フランス
1967 - プジョー-BP-ミシュラン
優勝、区間1勝(5a) - ツール・ド・フランス
1968 - プジョー-BP-ミシュラン
5位、区間2勝(15、18) - ツール・ド・フランス
2位 -  フランス選手権
7位 - リエージュ〜バストーニュ〜リエージュ
1969 - プジョー-BP-ミシュラン
優勝、区間2勝(12、14b) - ブエルタ・ア・エスパーニャ
2位、区間1勝(9) - ツール・ド・フランス
山岳賞 - ドーフィネ・リベレ
1970 - プジョー-BP-ミシュラン
2位 - ドーフィネ・リベレ
1972 - プジョー-BP-ミシュラン
優勝、区間1勝(1) - ドーフィネ・リベレ
2位 - ツール・ド・スイス
5位 - ツール・ド・ロマンディ
1973 - ロカド
1974 - ジョボ-ルジューヌ